# Haematopota mendesi
Haematopota mendesi är en tvåvingeart som beskrevs av Travassos Dias och Mirian A. Da Silva Serrano 1967. Haematopota mendesi ingår i släktet Haematopota och familjen bromsar.
Artens utbredningsområde är Angola. Inga underarter finns listade i Catalogue of Life.